# Constitutions catalanes

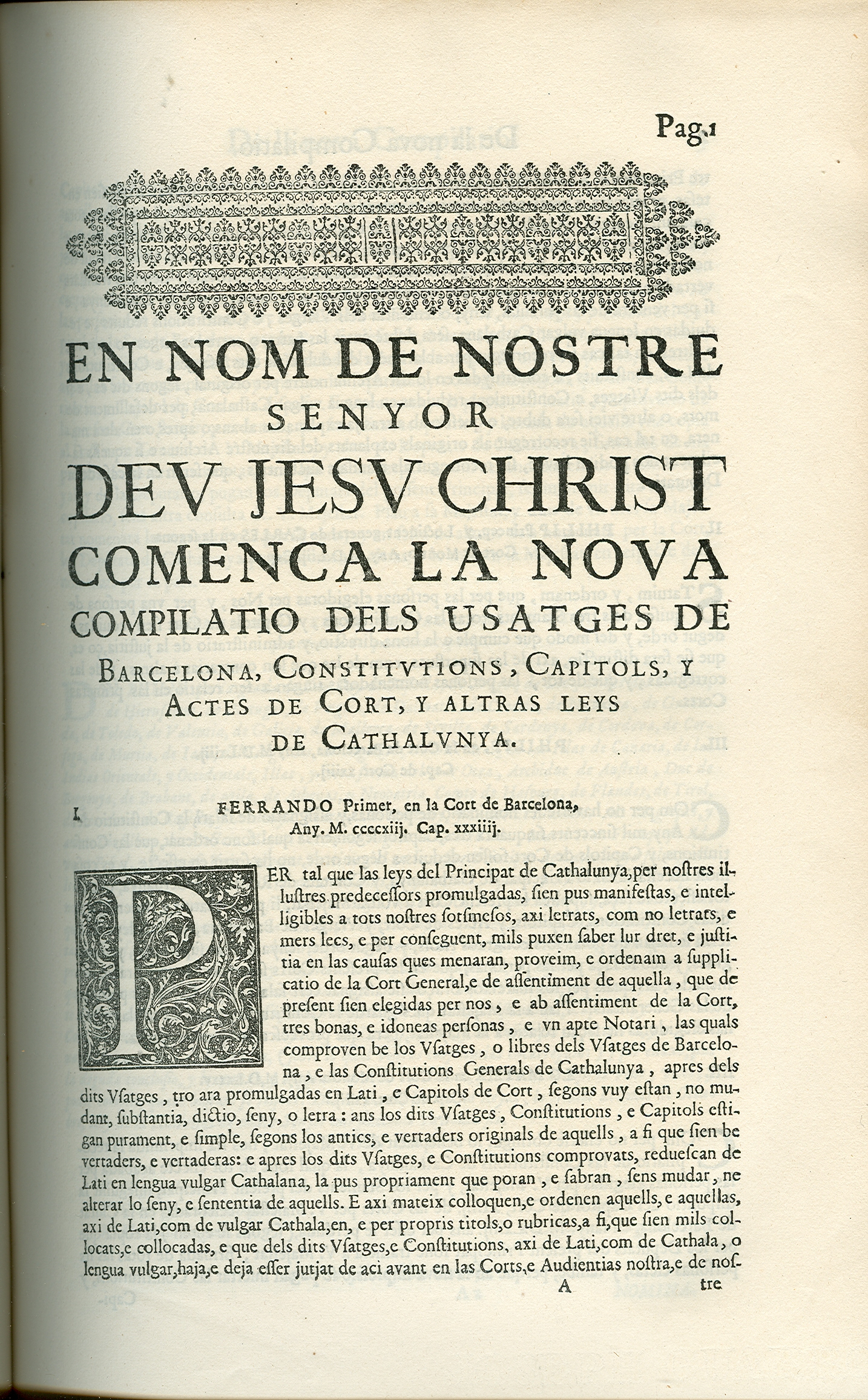
Compilation du 1413

Les constitutions catalanes étaient les lois de la principauté de Catalogne promulguées par le comte de Barcelone et approuvées par les Corts Catalanes, le parliament.
Les premières 'constitutions catalanes sont celles des Corts de Barcelone du 1283. Les dernières ont été promulguées par les Corts du 1706. Les compilations des constitutions et autres droits de la Catalogne ont suivi la tradition romaine du Codex. La première compilation a été prescrite en 1413 par Ferdinand Ier d'Aragon, sur la suggestion des Corts de Barcelone. Elle a été divulguée en édition du 1495, avec les Usages de Barcelone :
- Usatges de Barcelone, constitutions, chapitres et actes de cour et autres lois de la Catalogne.

Les compilations accordées dans les cours du 1585 et du 1702 elles ont été publiées divisées en trois volumes :
- Constitucions i altres drets de Catalunya
- Pragmàtiques i altres drets de Catalunya
- Constitucions i altres drets de Catalunya superflus, contraris i corregits

## Histoire

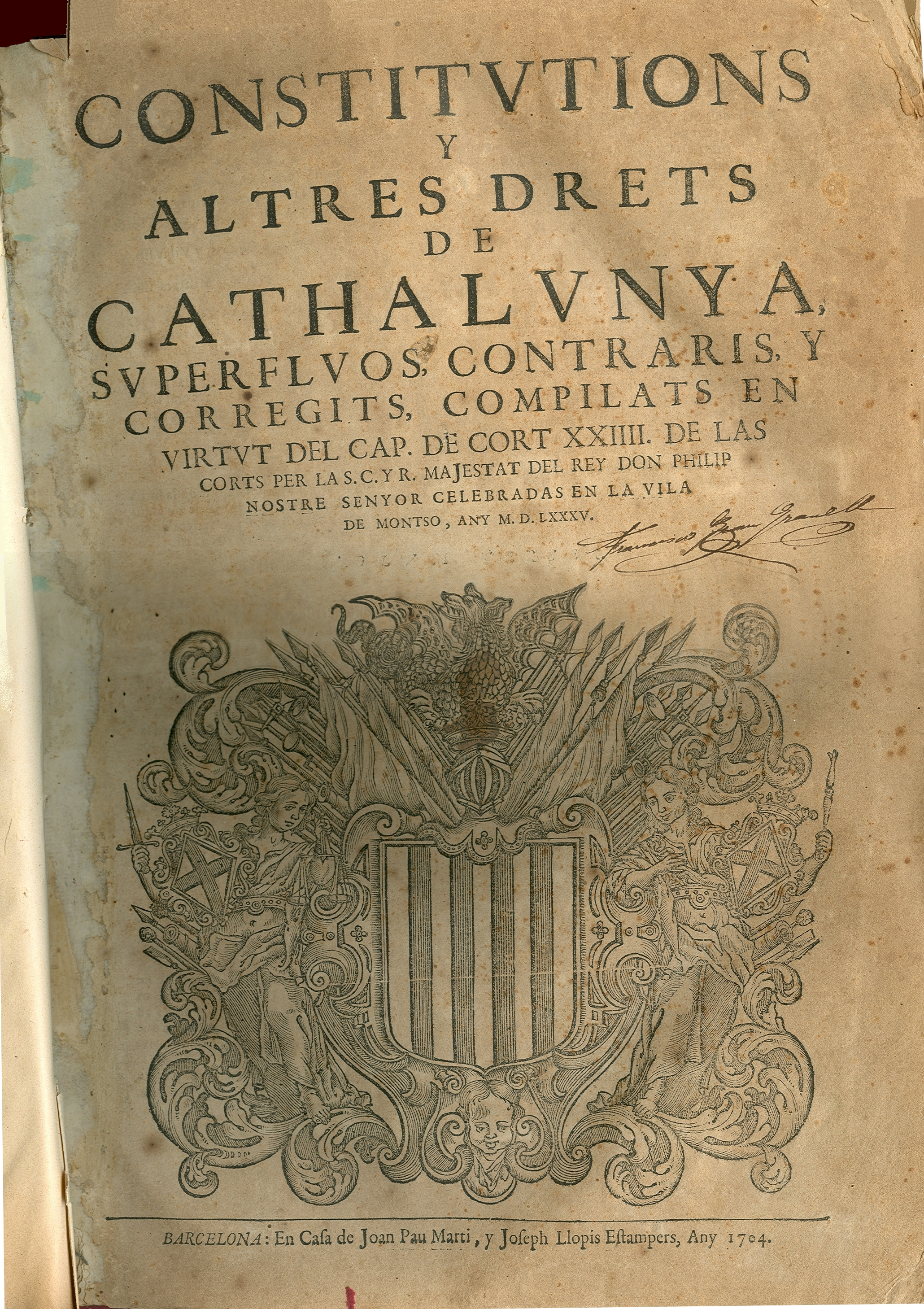
Troisième volume de la compilation du 1585

Vers 1060, le comte de Barcelone, Raimond-Bérenger Ier et sa femme Almodis, instituent les Usages de Barcelone. Leur but principal ? Mettre en place la paix publique en s'appuyant sur des bases législatives. Ils appliquent la Paix et Trêve. Rappelons que la Trêve de Dieu avait été instaurée en pays catalan à Toulouges en 1027. (Toulouges se trouve à 10 km de Perpignan). 
Nous voilà maintenant en 1214 à Lleida (Lerida). Jacques, l'héritier de la couronne Catalano-Aragonaise est orphelin (de père et mère) et il n'a que six ans. Pour la première fois, dix bourgeois de chacune des grandes villes catalanes sont invités à se joindre à une assemblée composée de nobles et d'ecclésiastiques. On décide alors qu'à l'avenir, une assemblée de ce genre sera convoquée régulièrement pour débattre de l'avenir du royaume.
C'est en 1283, sous Pere II el Gran (Pierre II) qu'a eu lieu la proclamation officielle des Corts, c'est-à-dire l'Assemblée des Députés. Les Corts sont composées des trois Braços (ordres) de la société : le Braç des Ecclésiastiques, le Braç de la Noblesse, le Braç Royal. Le Braç Royal comprend les bourgeois des villes royales : Barcelone, Lleida, Gérone, Tortosa, etc. et en Roussillon, Perpignan, Salses, Argeles, Cotlliure, Tuir, Prats, etc. Chaque Braç élit indépendamment ses députés et ils ne sont députés que le temps de la session de la Cort.
Dès que les fonctionnaires royaux ont la liste, ils convoquent les députés par écrit. La présence aux Corts est obligatoire et celui qui est convoqué doit s'y rendre impérativement : sinon il peut envoyer un remplaçant qui doit fournir une explication par écrit. Le roi y assiste en personne, sinon, il se fait représenter par la reine ou son fils. Les corts se tiennent tous les trois ans dans une ville différente ; on se réunit dans une grande église qui peut accueillir 100, 200 ou même 300 députés pendant plusieurs semaines.
Lors de la première réunion, après la messe générale, le roi prononce ou fait lire un discours appelé "proposició", où il aborde la situation politique du pays, avec des projets de bon gouvernement ; à la fin, le roi expose l'objet exact de l'assemblée et demande (en plus des impôts classiques) une participation financière supplémentaire et volontaire. Alors, le représentant du Braç Ecclésiastique lui répond au nom de l'assemblée, suivi de quelques paroles d'un Noble et d'un Bougeois. Dès lors, le roi quitte l'assemblée et va s'installer dans une résidence voisine.

## Fonctionnement

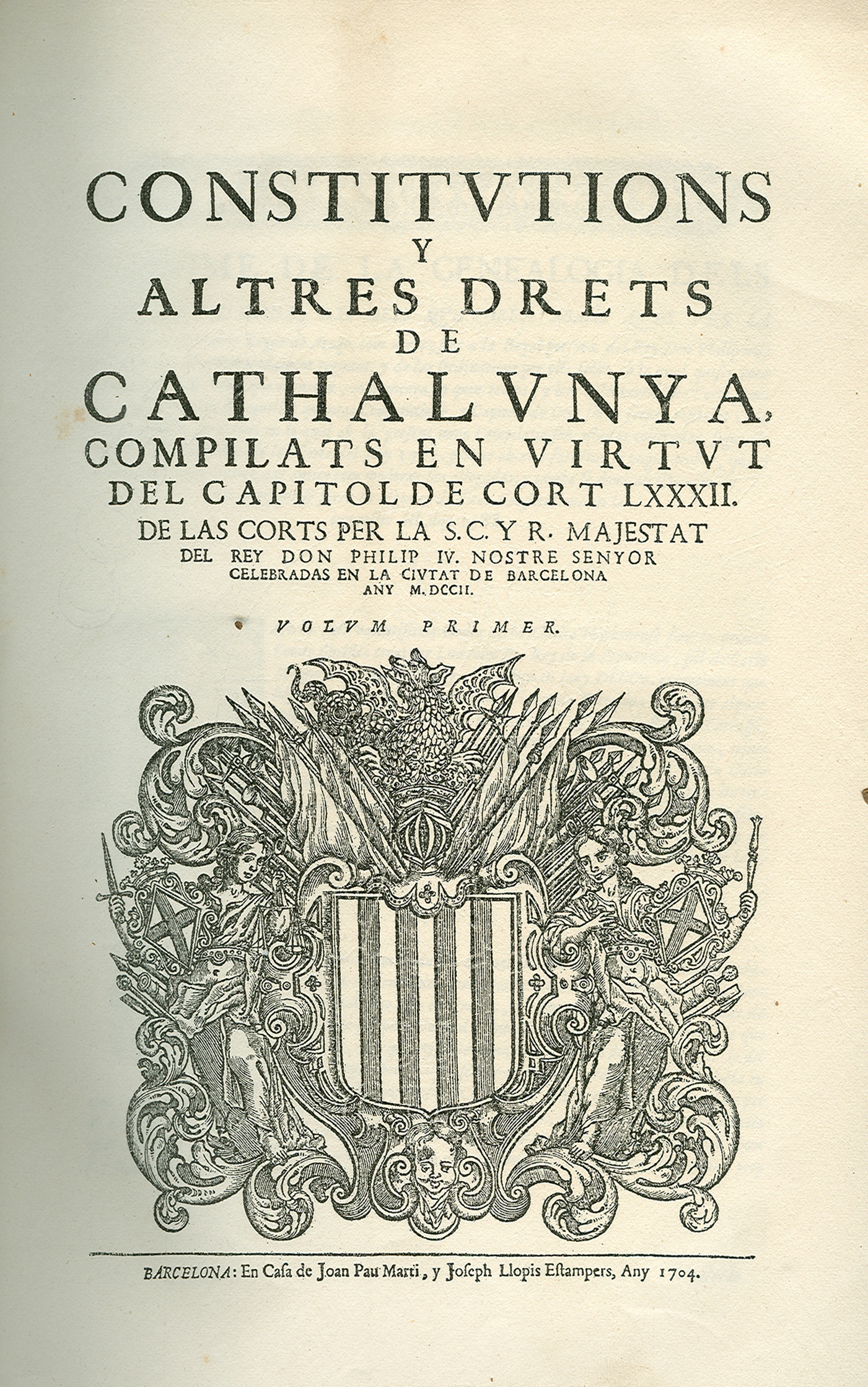
Premier volume de la compilation du 1702

On forme des groupes de travail " autour d'une table ". Chaque groupe compte le même nombre de Clercs, de Nobles et de Bourgeois. Si le sujet est très important on peut avoir cinq clercs, cinq nobles et cinq bourgeois. Évidemment, chaque Braç, (chaque classe), veut résoudre le problème à son avantage. Les discussions s'animent. Cependant, il y a un auditeur qui rapporte au roi les discussions. Enfin, le groupe de travail arrive à un accord après bien des concessions mutuelles... Le groupe a rédigé une proposition de loi. Elle est remise à d'autres commissions de travail.
Enfin, la proposition de loi est au point. Tous les députés se réunissent en session plénière. Il ne reste plus, après une nouvelle lecture, qu'à approuver la proposition de loi à la majorité. En cas contraire, elle est laissée de côté pour être étudiée lors d'une autre session. Le roi s'engage alors à respecter cette loi. Toutes les lois sont inscrites dans le grand livre des " Usatges, Constitucions de Catalunya ".
Ces lois portent des noms différents :
- Constitucions : quand elles font suite à la demande du roi lors de son discours d'ouverture.
- Capitols de Corts : lorsque ce sont les trois classes qui sont à l'origine de la demande et dont le texte est soumis à l'approbation du roi.
- Actes de Corts, Privilegis, Prgmatiques : pour les lois écrites par le roi entre deux sessions des Corts mais qui restent ponctuelles : elles doivent être approuvées par les Corts lors d'une prochaine session pour avoir une valeur légale identique aux autres lois.

Plus tard, ces lois seront imprimées sous le titre : " Constitucions y altres drets de Catalunya ". 
Pour d'autres précisions voir

## Abolition de fait: les Décrets de Nueva Planta
La Couronne de Castille abolit les 'droits historiques' des Catalans écrits dans les Constitutions (lesquelles constitutions garantissaient les libertés Catalanes) au moyen du droit de conquête et après d'une défaite militaire. La dérogation en fait, que pas de droit, des Constitutions de la Catalogne fut faite de manière illégale, étant donné qu'on ne réforma pas les Constitutions suivant les mêmes normes qu'il y avait réglées, mais avec les Décrets de Nueva Planta, longue collection de dispositions que sur la pratique les a converti en inapplicables.

## Promesse de restauration: la troisième guerre carliste
Pendant la troisième guerre carliste (1872-1876), les forces carlistes sont arrivés à occuper quelques villes de la Catalogne intérieure. Isabel II était à l'exil et le roi Amédée Ier d'Espagne, monarque depuis 1871, n'était pas très populaire. Charles VII, petit-fils de Charles V, a promis aux catalans, valenciens et aragonais le retour des furs et les constitucions que Philippe V d'Espagne avait aboli.
La promesse n'arriverait jamais à s'accomplir la révolte carliste n'ayant pas réussie et finalement Charles VII a fui en France, le 27 février de 1876 le même jour que Alphonse XII d'Espagne est entré à Pampelune.